# Distrito de Chiara (Andahuaylas)
El Distrito de Chiara es uno de los 19 distritos de la Provincia de Andahuaylas  ubicada en el departamento de Apurímac, bajo la administración del Gobierno regional de Apurímac, en el sur del Perú.
Desde el punto de vista jerárquico de la Iglesia católica forma parte de la Diócesis de Abancay la cual, a su vez, pertenece a la Arquidiócesis de Cusco.

## Historia
Llamado Huayna Ccoscco "Huillcayhua", fue un centro minero en el sector de Huillcayhua, en la que se fundían campanas de un mineral que extraían de una quebrada próxima llamado Anccasilla que a la fecha existe vestigios de extracción de cobre, según el tenor literal de los títulos de la comunidad pertenece a comunidad de concepción de Hullcayhua Chapicuya (Huillcayhua) que fue otorgado a Sebastián Apahuasco y su sobrino Francisco Apahuasco.
El distrito fue creado por Ley N° 8073 del 5 de abril de 1935, en el segundo gobierno de Óscar R. Benavides.

## Población
Según el censo de 2007, cuenta con 1 342 habitantes.

## Capital
Su capital es el pueblo Villa Chiara. conformada por dos centros poblados y un anexo:
- 1. Centro Poblado de Nueva Huillcayhua
- 2. Centro Poblado de Santiago de Yaurecc
- 3. Anexo Huanipa Chilmay.

## Superficie
El distrito tiene un área de 148,92 km².

## Autoridades

### Municipales
- 2023 - 2026[4]
  - Alcalde: César Carrasco Carrasco, del Partido Podemos Perú.
  - Regidores:

  1. Yobana Huamaní  (Partido Podemos Perú)
  2. Fortunato De la Cruz (Partido Podemos Perú)
  3. Maribel Del Pozo (Partido Podemos Perú)
  4. Edison Valdez (Partido Podemos Perú)
  5. Wilman Carrasco (Partido Hatariy Apurímac)

Alcaldes anteriores
- 2019-2022: Alcides Poccorpachi Carrasco, del Partido Democrático Somos Perú.
- 2015-2018: Pauliño Sauñe Atauje, del Movimiento Movimiento Popular Kallpa.
- 2011-2014: Nicanor Yntusca Villa, del Movimiento Movimiento Popular Kallpa.
- 2006-2010: Gabino Cartolin Altamirano,
- 2009-2005: Alberto De la cruz Salcedo,
- 2001-2004: Mario Quispe Huamani,
- 1997-2000: Nemesio Canales Damian,
- 1992-1996: Víctor Rodas Llacctas,
- 1988-1991: Guzmán Chipana Carrasco,

## Festividades
- Febrero: Qatun Carnaval.
- Julio 14,15,16, 17 y 18: Virgen del Carmen.
- Octubre 4: San Francisco de Asís.
- Diciembre 22 al 26: Nacimiento de niño Jesús.